# نودا (تشيبا)
مدينة نودا (بالإنجليزية: Noda)‏ هي إحدى المدن التابعة لولاية تشيبا. تأسست رسميًا في 03/05/1950. ويقدر عدد سكانها بـ 153422 نسمة حسب تقدير مكتب الإحصاء الياباني لعام 2012. تبلغ مساحة نودا 103.54 كم2. بكثافة سكانية تبلغ 1482 نسمة/كم2.

## توأمة
لنودا (تشيبا) اتفاقيات توأمة مع:
- شيمادا

## أعلام
- تاكاهيرو أوشيما
- يويداي سوا
- يويتشي فوتوري
- كيوشي كيمورا
- ريوسيه موريكاوا